# Johan Heins
Johan Heins (Havelte, 31 juli 1947) is een voormalig Nederlands springruiter.
Hij heeft aan het begin van zijn carrière ruim drie jaar onder supervisie van de Duitse topruiters Paul en Alwin Schockemöhle mogen trainen. Daarna werkte hij bij Leon Melchior. Hij nam eenmaal deel aan de Olympische Spelen, maar won hierbij geen medailles.
Op het Europees kampioenschap in Rome in 1977 behaalde de Nederlandse equipe bestaande uit Anton Ebben, Henk Nooren, Harry Wouters van den Oudenweijer en Johan Heins -onder leiding van chef d'équipe Ben Arts- de gouden medaille. Zij werden gehuldigd op het Piazza de Siena. In datzelfde jaar werden zij ook gekozen tot de Nederlandse Sportploeg van het Jaar.
Daarna is Heins nog tweemaal bondscoach van het Nederlands springruiterteam geweest (1999 en 2000), de laatste keer bij de Olympische Spelen van 2000 in Sydney, waarbij Jeroen Dubbeldam individueel goud haalde.
Na vele jaren op wedstrijdniveau gereden te hebben had hij vervolgens zijn eigen handelsstal in de buurtschap De Schiphorst, gemeente Meppel. 

## Erelijst
- 1974 - Grote Prijs van Indoor Friesland met Grandioso
- 1977 - Europese kampioenschap in Rome: Gouden teammedaille, en individueel Europees kampioen met zijn Ierse volbloed Seven Valleys
- 1978 - Op het Wereldkampioenschap in Aken behaalde hij een vierde plaats met Pandur Z